# Annette Nesvadbová
Annette Nesvadbová (* 2. července 1992 Praha) je česká herečka, která pochází z divadelní rodiny Nesvadbů. Její dědeček Miloš Nesvadba byl herec, spisovatel, ilustrátor, výtvarník, dlouholetý člen činohry Národního divadla v Praze. Byl známý svými kresbami pro děti, působil také jako komiksový kreslíř, karikaturista, divadelní a televizní scénograf. Jeho syn Michal Nesvadba je známý herec, bavič a mim. Jeho druhý syn Martin Nesvadba je otcem Annette Nesvadbové.

## Život
Annette vyrůstala v rodině, která se věnovala herectví, malířství a hudbě. Její otec Martin Nesvadba je mediální poradce, matka Lea Nesvadbová (za svobodna Lea Vajsová) reprezentovala v 80. letech Československo v gymnastice. Děda Miloš byl hercem, ilustrátorem, karikaturistou a spisovatelem. Babička Jaroslava je uznávaná výtvarnice. Strýc Michal baví děti v Kouzelné školce.
Annette byla vedena matkou ke sportu a v mládí dělala balet, gymnastiku a biatlon. Zpočátku zvažovala hudební karieru, neboť studovala hru na klavír. Pak se ale rozhodla pro DAMU. Na zkoušky ji mimo jiné připravovala Taťjana Medvecká. Na školu se dostala napoprvé a úspěšně ji absolvovala.
Po studiích působila nebo dosud působí v Divadle Antonína Dvořáka v Příbrami, Národním divadle Brno a je členkou Činoherního studia v Ústí nad Labem. V Praze hostuje v Divadle v Řeznické.

## Významné role
Jednou z jejích nejtěžších rolí byla Anna v Rozmarném létě, kterou nastudovala v Brně. Inscenace se hrála ve skutečném šapitó a Annette musela zvládnout akrobacii na kruhu a visuté hrazdě. Tři měsíce individuálně trénovala se slovenskou artistkou, aby roli zvládla.
Dále hrála dceru Lenky Vlasákové v seriálu Hlava medúzy, který režíroval Filip Renč. Objevila se v Bohémě, hrála v seriálu Linka a hipsterku v Kmenech.
V pražském Divadle v Řeznické hraje černou vdovu v inscenaci NordOst v režii Lukáše Pečenky. Inscenace zachycuje tragédii v moskevském divadle Dubrovka, kde v roce 2002 zemřelo zhruba 170 lidí. Hra ukazuje rusko-čečenský konflikt a teroristický útok na osudech tří žen, které ztvárnily Annette Nesvadbová, Anna Fixová a Barbara Lukešová.

## Role v inscenacích

#### Divadlo v Řeznické
- NordOst  (premiéra 28.9.2020)

#### Národní divadlo Brno (Mahenovo divadlo)
- Liliom  (premiéra 4.9.2020)
- Noc bláznů  (premiéra 15.2.2019)
- Saturnin  (premiéra 27.11.2015)

#### Národní divadlo Brno (Divadlo Reduta)
- Idomeneus  (preméra 2.10.2020)
- Mars  (premiéra 6.12.2019, poslední uvedení: leden 2022)
- Před východem slunce  (premiéra 20.5.2019, poslední uvedení: leden 2022)

#### Divadlo Feste
- Diagnóza: Masaryk  (premiéra 22.1.2020)

#### Činoherní studio Ústí nad Labem
- Višňový sad  (premiéra 25.2.2022)
- Den člověka  (premiéra 16.12.2021)
- Heda Gablerová  (premiéra 26.9.2021)
- Černá sanitka  (premiéra 13.7.2021)
- Najal jsem si vraha  (premiéra 4.6.2021)
- Antigona (Fuck You, Daddy)  (premiéra 25.5.2020)
- Stepní vlk  (premiéra11.10.2019)
- Sen noci svatojánské (premiéra 27.6.2019)